# Quai Saint-Bernard
Quai Saint-Bernard (nábřeží svatého Bernarda) je nábřeží v Paříži. Nachází se v 5. obvodu. Je pojmenováno podle bývalého kláštera sv. Bernarda, který se nacházel nedaleko.

## Poloha
Nábřeží leží na levém břehu řeky Seiny mezi mosty Austerlitz a Sully. Začíná na náměstí Place Valhubert, kde navazuje na Quai d'Austerlitz, a končí na křižovatce s ulicí Rue des Fossés-Saint-Bernard, odkud pokračuje Quai de Montebello. Součástí nábřeží je přístav Port Saint-Bernard.

## Historie
Už kolem roku 1380 je zmiňován přístav Saint-Bernard. Od 16. do 18. století byly zdejší břehy Seiny oblíbeným místem ke koupání. Navštěvoval je i král Jindřich IV. se svým synem, budoucím Ludvíkem XIII. V 18. století se zdejší říční přístav specializoval na dovoz vína, které bylo uloženo ve skladech, kde se nyní nachází kampus Jussieu. Tyto sklady založené v roce 1644 a rozšířené roku 1811 mohly pojmout až 200 000 hektolitrů vína.
Na konci 70. let 20. století, když byl opuštěn projekt na pobřežní komunikaci, byla část bývalého přístavu přeměněna na park Jardin Tino-Rossi a sochařské muzeum pod širým nebem.

## Pamětihodnosti
- Jardin des plantes
- Musée de la sculpture en plein air